# Glindfeld
Glindfeld ist ein Weiler der Hansestadt Medebach im Hochsauerlandkreis (NRW).

## Geschichte
Im 12. Jahrhundert wird der Ort in einer Stiftungsurkunde erstmals als „Glintfelden“ erwähnt. Weitere Nennungen erscheinen in den Folgejahren in Urkundenbüchern unter anderem mit Glyntfelden (1292), Glintvelde (1319), Glentvelden (1324), Glintfelt (1575). 1499 wurde das Augustinerinnenkloster Glindfeld in eine Kanonie der Kreuzbrüder zu Glindfeld umgewandelt; die Glindfelder Kreuzherren nahmen großen Einfluss auf die Zeit während der Reformation in Medebach.
Ab 1816 war Glindfeld Teil der Gemeinde Steuergemeinde Medebach in der Bürgermeisterei Medebach im Kreis Brilon und gehörte verwaltungstechnisch zum äußeren Stadtbezirk Medebachs; 1818 lebten 30 Einwohner im Ort. Auch für 1822 werden 30 Einwohner angegeben, wobei der Ort als kgl. Domain und Ziegelhütte angegeben wurde. Der laut der Ortschafts- und Entfernungs-Tabelle des Regierungs-Bezirks Arnsberg als Kloster und Forsthaus kategorisierte Ort besaß 1839 2 Wohnhäuser. Zu dieser Zeit lebten 21 Einwohner im Ort, allesamt evangelischen Bekenntnisses.
Die Gemeinde- und Gutbezirksstatistik der Provinz Westfalen führt 1871 den Ort als Gut und Forsthaus Glindfeld mit 3 Wohnhäusern und 46 Einwohnern auf. Das Gemeindelexikon für die Provinz Westfalen gibt 1885 für Gut Glindfeld eine Zahl von 20 Einwohnern an, die in 2 Wohnhäusern lebten. Zusätzlich ist eine Oberförsterei Glindfeld mit 1 Wohnhaus und 11 Einwohnern aufgeführt.
1885 wurde die St.-Laurentius-Kapelle von Bürgern des Ortes errichtet.
Auch 1895 werden Gut (1 Wohngebäude, 10 Einwohner) und Oberförsterei Glindfeld (1 Wohngebäude, 9 Einwohner) getrennt angegeben, ebenso 1905 (1 Wohngebäude und 31 Einwohner bzw. 1 Wohngebäude und 14 Einwohner).
Kurz vor Ostern 1945 kam es im Raum zwischen Glindfeld und Küstelberg zu heftigen Kämpfen. Beteiligt waren deutsche Soldaten und Soldaten der US-Army. Zunächst zogen am 1. April 1945 deutsche Truppen durch Glindfeld und besetzten den Kahlen und den Hesseberg. Am folgenden Tag wurde der Ort selbst von Soldaten der Wehrmacht belegt, wobei ein General auf Gut Glindfeld Quartier bezog. Es kam zu heftigen Kämpfen mit intensivem Artilleriebeschuss der amerikanischen Truppen auf die deutschen Stellungen. Alle Häuser mit Ausnahme des Forstamtes wurden dabei beschädigt. Am 3. April wurde Glindfeld von den Amerikanern eingenommen.

## Geographie
Der Ort liegt 3 km westlich des Stadtkerns von Medebach, zu dem es administrativ gehört, am Fuß der Glindfelder Berge und am Rande der Medebacher Bucht. Westlich von Glindfeld liegt der Glindfelder Wald, ein rund 2.151 Hektar großes Waldreservat. Um Glindfeld herum sind der Hesseberg, der Kahlen und der Hohe Dienberg vorzufinden. Der Gelängebach verläuft durch den Weiler und mündet bei Medelon in die Orke.

## Sehenswürdigkeiten

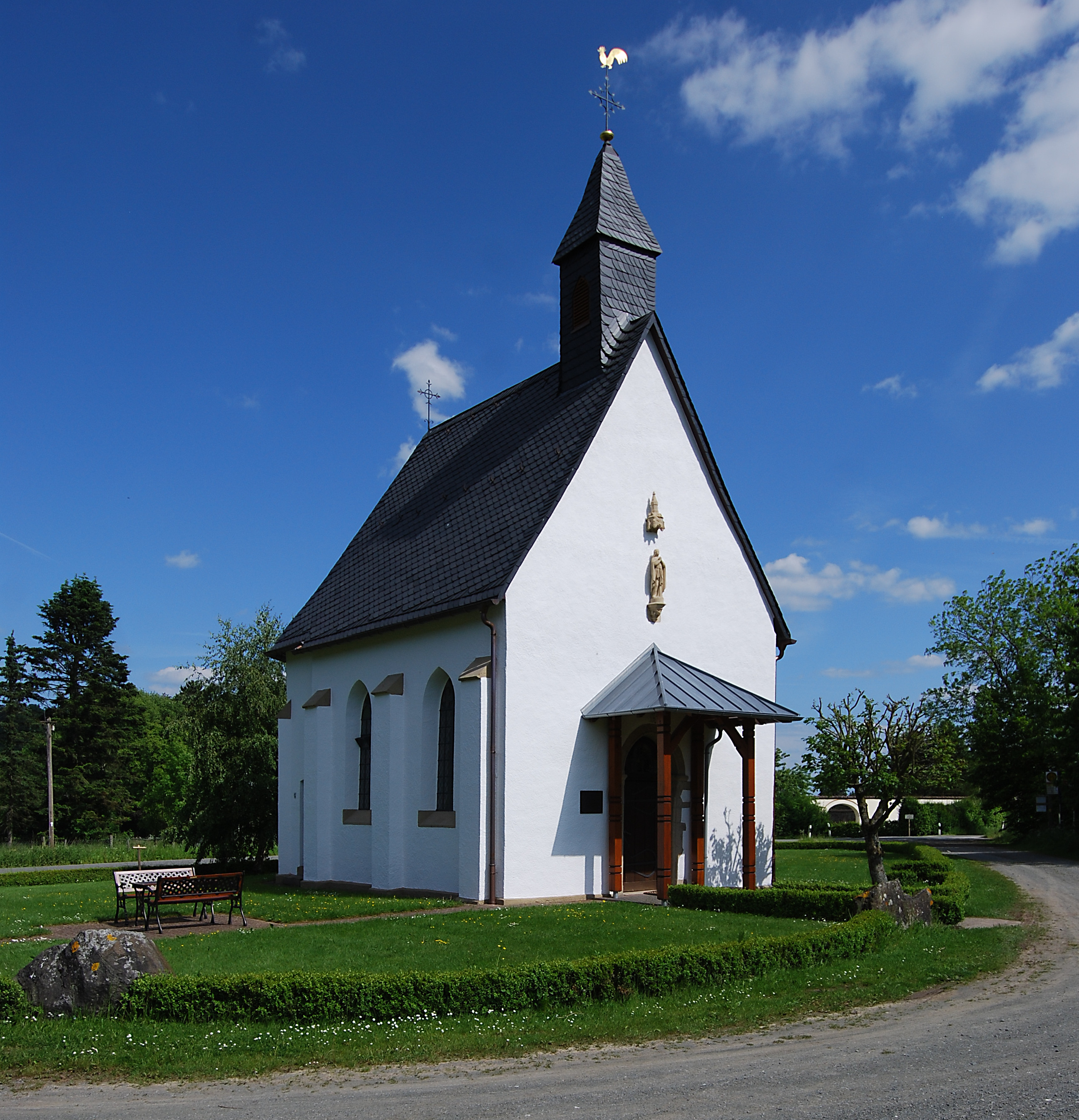
Die St.-Laurentius-Kapelle

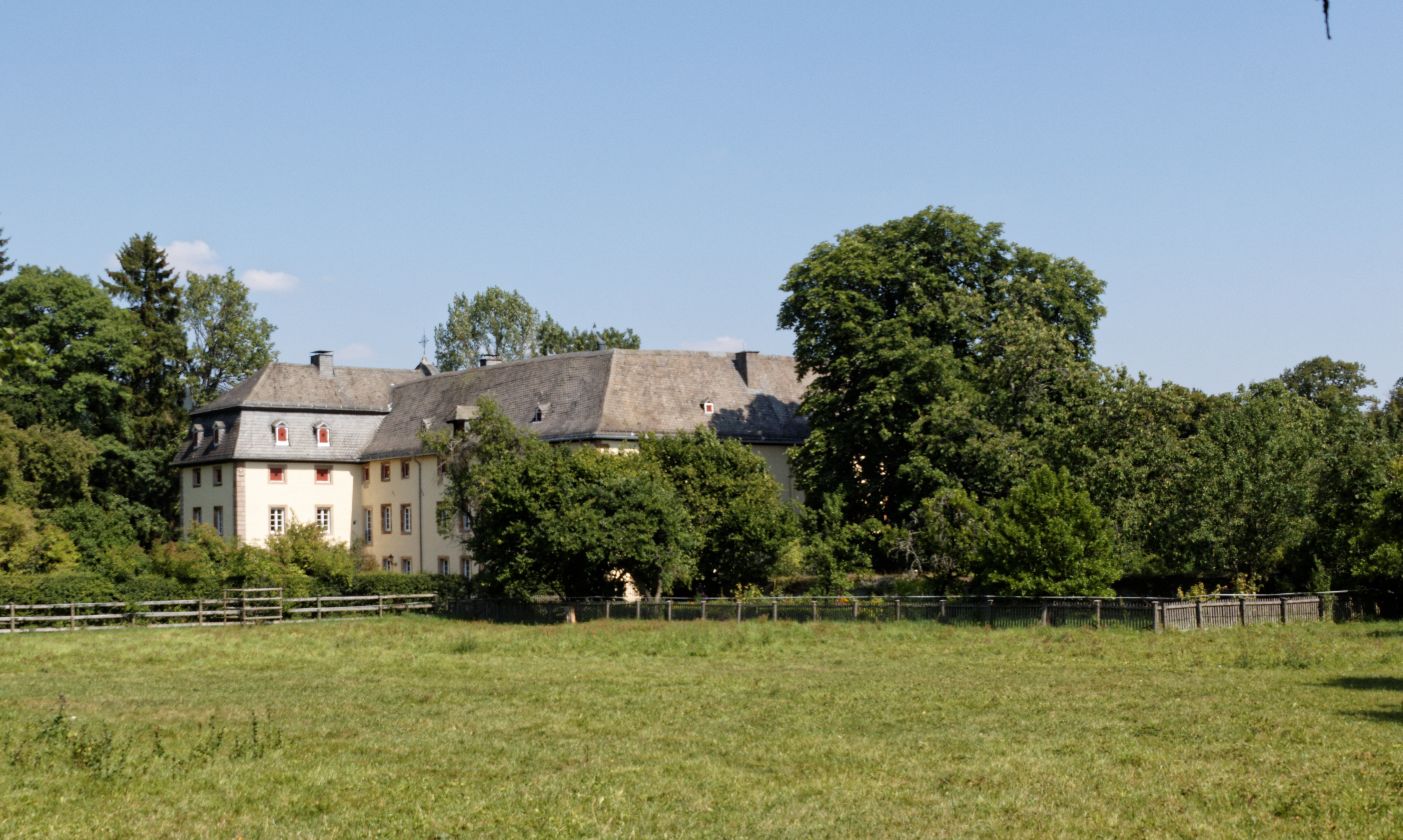
Augustinerinnenkloster

Bekannt ist Glindfeld für das 1298 entstandene Augustinerinnenkloster Glindfeld und die um 1900 errichtete, unter Denkmalschutz stehende Villa Hohe Mirke auf Gut Glindfeld, in der regelmäßig private und kulturelle Veranstaltungen stattfinden.
In Glindfeld steht die St.-Laurentius-Kapelle aus dem Jahr 1885.
In einem Waldstück westlich von Glindfeld stehen die sogenannten „Himmelssäulen“. Diese gut 60 Meter hohen Douglasien sind die höchsten Bäume in Nordrhein-Westfalen.

## Persönlichkeiten
- Friedrich Waldeck (* 6. Juli 1830 in Glindfeld; † 30. März 1891 in Arolsen) war ein deutscher Richter und Politiker.
- Ferdinand von Spee (* 5. April 1855 in Glindfeld; † 14. März 1937 in Kiel) war ein deutscher Anatomiker.
- Franz von der Recke (* 27. Juni 1854 im Forsthaus Glindfeld; † 24. Mai 1923 in Rudolstadt/Bad Blankenburg, genauer Ort unklar) war ein deutscher Staatsminister in Schwarzburg-Rudolstadt.